# Debbie Watson (pallanuotista)
Debbie Watson (Sydney, 28 settembre 1965) è una pallanuotista australiana, vincitrice di una medaglia d'oro ai giochi olimpici di Sydney 2000.